# 糸山真与
糸山真与（いとやま まよ，1991年11月1日—），日本女子花樣游泳运动员。茨城縣出生，畢業於土浦第3中学校及聖德大学附属聖德高校，現就讀於日本体育大学。

## 生涯
2010年，與隊友參加廣州亞運會花樣游泳比賽的集體及自由組合比賽，奪得兩面銀牌。